# Ein Bahnhof für Zwei
Ein Bahnhof für Zwei (Вокзал для двоих) ist ein sowjetischer Spielfilm unter der Regie von Eldar Rjasanow aus dem Jahr 1983.

## Handlung
Der Musiker Platon Rjabinin, dem mehrere Haftjahre bevorstehen, weil er die Schuld an einem von seiner Frau verursachten tödlichen Verkehrsunfall auf sich genommen hat, unternimmt zuvor noch einmal eine Bahnreise zu seinem kranken Vater. Bei einem Zwischenhalt auf einem kleinen Provinzbahnhof wird den Reisenden im Bahnhofsrestaurant die Möglichkeit gegeben, ein warmes Essen zu sich zu nehmen. Weil es kein Diätessen gibt und Platon das vorbereitete Essen nicht möchte, will er das Restaurant wieder verlassen. Doch die Serviererin Vera verlangt von ihm, das auf dem Tisch zum Verzehr stehende Essen zu bezahlen. Der Streit geht so weit, dass ein Milizionär geholt werden muss und die nun entstandene Diskussion dauert so lange, bis Platon dem Zug nur noch hinterhersehen kann. Darin befinden sich auch seine Koffer und der nächste Zug an sein Ziel geht erst am kommenden Tag. Aber es kommt noch schlimmer. Ein Freund Veras, Zugbegleiter eines anderen Zuges, trifft mit zwei Koffern voll Melonen ein und bittet Platon, auf diese aufzupassen, solange er mit Vera in einem Zugabteil verschwunden ist. Als Pfand für die Koffer behält er den Pass Platons, vergisst aber, ihm diesen vor der Weiterfahrt seines Zuges wiederzugeben. Also kann Platon auch seinen Pass erst am nächsten Tag auf der Rückreise des Zugbegleiters wiederbekommen. Als Krönung wird ihm im Wartesaal auch noch seine Brieftasche mit über 200 Rubel gestohlen.
Die unfreundliche Serviererin fühlt sich jetzt doch ein wenig verantwortlich für den durch sie so arg in die Klemme geratenen Reisenden und nimmt sich seiner hilfreich an. Als erstes versuchen sie auf dem Markt die Melonen zu verkaufen. Im Laufe der Zeit verstehen sich die beiden besser und Platon lädt Vera am Abend in das Bahnhofsrestaurant zum Essen und zum Tanz ein. Eine Pause der Tanzkapelle nutzt er, um durch sein Klavierspiel das Geld für die Bewirtung zu verdienen. Gemeinsam versuchen sie nun nach Schließung des Restaurants eine Übernachtungsmöglichkeit für den Pianisten zu finden, was Vera aber trotz ihrer Beziehungen nicht gelingt. Dafür ist aber Platon in einer Hotelhalle in der Lage, ihr seine Frau zu zeigen, die im Fernsehen gerade den Wetterbericht spricht. Da inzwischen jedoch ihr letzter Bus abgefahren ist, benötigen sie nun für beide ein Quartier, welches sie in einem abgestellten Eisenbahnwaggon finden, natürlich in getrennten Kabinen. Und so entsteht zwischen den beiden aus anfänglicher Antipathie immer mehr Zuneigung und der Anfang einer tiefen Liebe.
Im Arbeitslager in Sibirien bekommt Platon die Nachricht, dass seine Frau im zehn Kilometer entfernten Dorf zu Besuch eingetroffen ist und er bis zum Zählappell am nächsten Morgen unbegleiteten Ausgang hat. Auf dem Weg durch die stark verschneite Landschaft muss er aber noch ein Akkordeon von der Reparatur abholen. Im Dorf erwartet ihn aber nicht seine Frau, sondern es ist Vera, die ihn mit den schönsten Speisen, wie er sie lange nicht mehr gesehen hat, verwöhnt. Sogar eine Flasche Wodka ist dabei. Am darauffolgenden Morgen verschlafen sie und gemeinsam rennen sie zum Lager, in der Hoffnung noch pünktlich anzukommen. Dort hat bereits der Zählappell begonnen und Platon wird als vermisst gemeldet, was eine schwere Straftat bedeutet. Doch auf der anderen Seite des Lagerzauns beginnt er plötzlich, auf Veras Rat hin, auf dem Akkordeon zu spielen, was dem Lagerkommandanten beweist, dass Platon nicht geflüchtet ist.

## Produktion
Der in Farbe gedrehte Film hatte am 11. Februar 1983 unter dem Titel Вокзал для двоих in der Sowjetunion Premiere.
Am 8. Mai 1983 wurde Ein Bahnhof für Zwei auf den Internationalen Filmfestspielen von Cannes im Wettbewerbsprogramm gezeigt.
In der DDR wurde er erstmals am 28. Oktober 1983 anlässlich des XII. Festivals des sowjetischen Films im Berliner Kino Kosmos aufgeführt. Im Fernsehen der DDR wurde der Film am 24. November 1989 im 2. Programm gesendet.
Um Ein Bahnhof für Zwei am 12. März 1987 im ZDF zu zeigen, stellte der Sender wegen gravierender Dialogveränderungen in der DDR-Synchronisation in Zusammenarbeit mit Eldar Rjasanow und Ottokar Runze eine neue deutsche Fassung her, die am 14. Oktober 1987 wiederholt wurde.

## Synchronisation
| Rolle           | Darsteller                | Synchronsprecher        |
| --------------- | ------------------------- | ----------------------- |
| Platon Rjabinin | Oleg Bassilaschwili       | Otto Mellies            |
| Andrei          | Nikita Michalkow          | Dietmar Richter-Reinick |
| Onkel Mischa    | Nonna Mordjukowa          | Anne Wollner            |
| Julia           | Anastasija Wosnessenskaja | Evamaria Bath           |
| Violetta        | Olga Wolkowa              | Helga Sasse             |
| Schurik         | Alexander Schirwindt      | Rainer Büttner          |

## Kritik
In der Tageszeitung Neue Zeit meint Helmut Ullrich, dass dem Autor und dem Regisseur ein Meisterwerk gelungen ist. Und wie lang dieser Film auch ist – fast zweieinhalb Stunden – so gibt es in ihm doch keine Längen, möchte man keine Episode missen, denn jede trägt zu der realistischen Lebenswahrheit der Handlung und ihrer Gestalten bei.
Wassili Grammatikow zweifelte in der Neuen Zeit keinen Augenblick daran, dass es sich bei dem Film um eine echte Komödie handelt. Davon überzeugten ihn die Lachsalven, die über zweieinhalb Stunden nicht verstummten. Jedoch die Geschichte bringt den Zuschauer unwillkürlich zum Nachdenken über die Würde der Liebe, über ihre umwerfende geistige Kraft. Treffend ist auch der sozialmoralische Effekt dieses Filmes, ein Ergebnis der schonungslosen Bloßstellung von Schlamperei und Flegelei sowie größeren Sünden wie Zynismus und Anpassung. Gute Schauspielerleistungen und der unerschöpfliche Scharfsinn von Regisseur und Schauspielern fesseln und reißen den Zuschauer mit. Aus einer unbedarft komischen Situation erwächst hier ein tiefes Nachdenken über das Leben.
Das Lexikon des internationalen Films bezeichnete den Film als eine romantische Komödie, die voller Charme und Zärtlichkeit eine nicht alltägliche Liebesgeschichte erzählt. Nicht zuletzt die liebevolle, ironische Einbeziehung von Unregelmäßigkeiten im sowjetischen Alltag macht den Reiz des differenziert inszenierten und brillant gespielten Films aus.

## Auszeichnungen
- 1984: Kritikerpreis Große Klappe der DDR als beste ausländische Produktion